# Amphiglossus gastrostictus
Espèce
Synonymes
- Gongylus gastrostictus O'shaughnessy, 1879

Statut de conservation UICN

 DD  : Données insuffisantes
Amphiglossus gastrostictus est une espèce de sauriens de la famille des Scincidae.

## Répartition
Cette espèce est endémique de Madagascar.

## Publication originale
- O'Shaughnessy, 1879 : Description of new species of lizards in the collection of the British Museum. Annals and magazine of natural history, sér. 5, vol. 4, p. 295-303 (texte intégral).